# أبريمة
أبَرِيْمَة أو أباريمة (الاسم العلمي: Abarema)، جنسٌ استوائيٌّ جديدٌ من فصيلة البقولية. موطنه الأصلي البرازيل وفنزويلا. يمكن العثور على معظم أنواعه في حوض الأمازون ومرتفعات غيانا. أوراقه خضراء داكنة تشبه أوراق السرخس، وأوراقه مركبةٌ ثنائية الريش. الاسم العلمي للجنس يُرجح أنهُ مشتق من لغة أصلية في أمريكا الجنوبية، وخاصة البرازيل.